# 第5中足骨基部骨折
第5中足骨基部骨折(ジョーンズ骨折)は足の第五中足骨の基部と中足部の骨が折れた状態のことである。この骨折により足の中心部分の外側に痛みを及ぼす。また、痣ができたり歩行が困難になることもある。発症は受傷直後から診られる。
第5中足骨基部骨折は通常、足の指が伸びた状態または足のゆびが内側に曲がった状態の時に起こる。踵が地面から浮いた状態で進行方向を変える動き、例えばダンス、テニス、バスケットボールなどのスポーツをしている時に起こりやすい。診断は一般的に症状の診察とX線により確認される。
一般的な初期治療はギプスで固定し少なくとも6週間は固定した足で歩行しないことである。初期の治療開始から完治しなかった場合はさらに6週間のギプスの装着が勧められる。骨折した足への血流がよくない場合はギプスの装着では完治せず手術が必要になる場合がある。スポーツ選手の場合または分離骨折の場合は早期の手術が勧められる。第5中足骨基部骨折は1902年に整形外科医のロバート-ジョーンズがダンス中に受傷したことにより記述された。